# Almind Kirke (Viborg Kommune)
 For alternative betydninger, se Almind Kirke. (Se også artikler, som begynder med Almind Kirke)
Almind kirke ligger i Almind Sogn i det tidligere Lysgård Herred, Viborg Amt, nu Viborg Kommune Region Midtjylland.
Apsis, kor og skib er opført i romansk tid, af granitkvadre, over profileret dobbeltsokkel, nederst skråkant, derover rundstav over hulkel. Skibets vestende er dog formodentlig udført efter en pause. Apsis har en enkelt profileret gesims. I murværket findes flere stenhuggerfelter, i skibets sydmur er indsat en kvader med hoved, som efter traditionen kaldes Tolstrup-manden, i apsis sokkel mod øst ses en roset og en figur med hovedet nedad, derover ses i murværket en liggende figur med udstrakte arme.
Begge døre er bevaret i tilmuret tilstand, begge har karmsten med kvartsøjleled, som er hugget i et med deres baser, kapitælerne har rosetter og andre ornamenter, begge tympanoner er glatte, den nordre har hugget en fordybning, der kan minde om et hoved. Flere romanske vinduer er bevaret, i skibets murværk mod vest ses romanske vinduer med overliggere dannet af to sten. Tårnet er opført i sengotisk tid. I tårnet hænger en klokke uden indskrift fra anden halvdel af 1100-tallet.
Kirken har hørt under Hald Hovedgård, men da tårnet blev restaureret i 1779 hørte kirken under Vindum Overgård, Randrup har også været nævnt som ejere af kirken. I 1882 havde ejerne til Tolstrup gård skøde på kirken. I nærheden af kirken ligger Kapeldal ned til Hald Sø, her findes ruinerne af Sankt Magrethe-Kapellet, som nævnes i 1499 og lå i ruiner i 1623, ved kapellet springer Sankt Magrethe Kilde, som var en søgt helligkilde på Valborgsaften og Sankt Hans aften. Kapellet er formodentlig blev nedrevet efter reformationen, og byggematerialerne er sikkert blevet brugt til omegnens kirker.
Apsis har bevaret sit halvkuppelhvælv. Både apsisbue og korbue er bevaret med profilerede kragsten. Koret har fladt loft. Skibet har fået indbygget otteribbet hvælv i sengotisk tid. Ved istandsættelsen i 1978-79 fandt man fragmenter af kalkmalerier i skibets hvælv, dels ribbedekorationer og dels håndværkerdekorationer omkring svikkelhuller og i kapperne, efter en nærmere undersøgelse blev kalkmalerierne atter overkalket. I korets sydvæg er indsat en kvader med to huller, det er muligvis en olielampe. Altertavlen er et freskomaleri fra 1929 af Jens Møller-Jensen. Prædikestolen er fra omkring 1600. I koret ses et epitafium over Laurentius Buchholz og familie fra 1708, desuden ses en kisteplade over ritmester Adolph Wilhelm de Falchenschiold (død 1778) og dennes kårde.
Den romanske døbefont af granit har glat kumme med hul i overkanten og firkantet, profileret fod.

## Eksterne kilder og henvisninger
- Wikimedia Commons har flere filer relateret til Almind Kirke (Viborg Kommune)
- Almind Kirke Arkiveret 30. januar 2011 hos  Wayback Machine hos nordenskirker.dk
- Almind Kirke hos KortTilKirken.dk